# João Joaquim André de Freitas

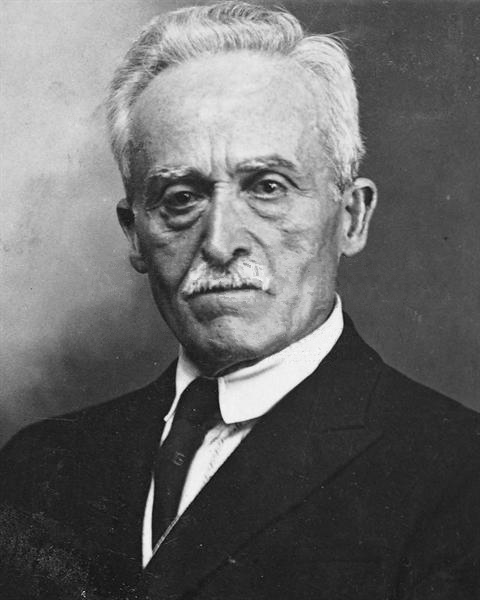
Senador André de Freitas.

João Joaquim André de Freitas (Fajã Grande, 10 de agosto de 1860 — Lisboa, 22 de Junho de 1929), mais conhecido por Senador André de Freitas, foi um político e benemérito açoriano, de origem florentina. Iniciou a sua carreira política como deputado eleito pelo Partido Regenerador nas Cortes da Monarquia Constitucional, sendo ainda nomeado em 1908 para o cargo de Governador Civil do Distrito da Horta. Foi também secretário do Ministro das Obras Públicas, Comércio e Indústria, o que lhe permitiu um acesso directo ao mais influente ministério da época, solucionando por essa via grande número de problemas do seu círculo eleitoral. Figura prestigiada na sua terra natal e em todo o Distrito, manteve uma carreira política que sobreviveu à proclamação da República Portuguesa, reingressando na actividade parlamentar do novo regime, tendo conseguido ser eleito para o Senado da República. Parlamentar empenhado na resolução dos problemas concretos dos seus constituintes, apresentou múltiplas representações, recebendo em preito de reconhecimento grandes homenagens públicas. Ainda hoje é recordado na toponímia de múltiplas freguesias das ilhas que integraram o extinto Distrito Autónomo da Horta. 

## Biografia
Nasceu em família de poucos recursos, filho de Manuel Joaquim André de Freitas e de sua esposa, Maria de Jesus de Freitas, ambos da freguesia da Fajã Grande, no concelho das Lajes das Flores.
Concluídos os estudos primários na sua terra natal, partiu para Lisboa, onde ingressou como funcionário para o Ministério das Obras Públicas. Após várias promoções, atingiu o posto de Condutor de Obras Públicas (hoje correspondente ao cargo de Técnico Superior). Nessa qualidade realizou várias comissões nas colónias portuguesas e no estrangeiro, estando ligado ainda a várias obras nos Açores. Em 1889 foi nomeado Sub-delegado do Procurador Régio do Julgado Municipal de Avis.
Ingressou na actividade política ao ser eleito deputado pelo círculo uninominal da ilha do Pico, com o patrocínio do Partido Regenerador, para a 34.ª legislatura, em eleições gerais realizadas a 25 de Novembro de 1900, prestando juramento nas Cortes a 4 de Fevereiro de 1901. Integrado na Comissão de Obras Públicas, revelou-se um deputado muito participativo, com intervenções que incidiam sobre os problemas específicos dos Açores, com destaque para as questões relacionadas com o seu círculo.
Logo neste primeiro mandato parlamentar demonstrou um invulgar conhecimento da situação sócio-económica das ilhas, intervindo sobre as questões da fragmentação da propriedade na ilha do Pico e sobre a emigração para os Estados Unidos da América, então no seu auge e feita quase sempre à revelia das autoridades portuguesas, sempre preocupadas com a falta de mão-de-obra e com o aumento das jornas.
Outra área recorrente de intervenção foi a problemática das comunicações marítimas e das comunicações telegráficas entre as ilhas. Bom conhecedor destes sectores, apresentou logo em 1901 uma proposta destinada a reforçar a rede, então quase inexistente, de faróis nas costas das ilhas e de lançamento de um cabo submarino entre a ilha do Faial e a ilha das Flores, um desiderato ainda por cumprir.
Nas eleições gerais realizadas a 6 de Outubro de 1901, para a 35.ª legislatura (1901 a 1904), voltou a ser eleito, desta feita pelo círculo plurinominal da Horta, prestando juramento a 8 de Janeiro de 1902. Nesta legislatura manteve o seu estilo de intervenções, especializando-se em questões de obras públicas e comunicações nos Açores. Para além de manter as reivindicações sobre a necessidade de um cabo telegráfico submarino para o Grupo Ocidental, criticava severamente as deficientes ligações marítimas no arquipélago e a falta de estradas. Defendia a construção de um anel rodoviário litoral em todas as ilhas, única forma de facilitar as comunicações e melhorar o funcionamento do mercado interno de cada uma delas. Também defendeu a reforma do sistema tributário nos Açores, propondo mudanças na administração das alfândegas e apresentando um projecto de lei relativo à contribuição predial nos Açores. Outras áreas de intervenção foram as questões relativas ao pagamento dos funcionários públicos açorianos e a necessidade de reforçar o orçamento a tal destinado.
Voltou a ser eleito pelo círculo plurinominal da Horta nas eleições gerais de 26 de Junho de 1904, para a 36.ª legislatura, prestando juramento a 24 de Outubro desse ano. A legislatura foi dissolvida quase de imediato (a 24 de Dezembro de 1904), não sendo eleito nas eleições realizadas em Fevereiro imediato.
Com o regresso ao poder do Partido Regenerador em Março de 1906, pela mão do açoriano Ernesto Rodolfo Hintze Ribeiro, foi nomeado secretário do Ministro das Obras Públicas, Transportes e Comunicações, cargo de grande influência que lhe permitiu realizar muitas das propostas que anteriormente defendera.
Em 14 de Março de 1908, durante o governo de acalmação partidária presidido por Francisco Joaquim Ferreira do Amaral, foi nomeado Governador Civil do Distrito da Horta, cargo que manteve até 14 de Janeiro de 1909. Como governador civil destacou-se pela sua energia e pelas múltiplas obras que lançou.
Voltou a ser eleito deputado nas eleições gerais realizadas a 28 de Agosto de 1910, mas não chegou a tomar posse devido à dissolução resultante da proclamação da República Portuguesa.
Implantado o regime republicano no país, filiou-se na União Republicana liderada por Brito Camacho, sendo eleito para o Senado da República. Posteriormente, aderiu à União Liberal Republicana.
Após um interregno na vida política institucional, foi eleito para o Senado pelo círculo da Horta em 1919 e em 1921.
Foi autor de vários projectos de obras públicas, entre as quais melhoramentos em estradas, portos, fontanários, caminhos de penetração, criação de algumas escolas, construção do antigo Hospital Walter Bensaúde, da Santa Casa da Misericórdia da Horta, e do Farol dos Capelinhos.